# Томислав Калоперович
Томислав Калоперович (сербохорв. Томислав Калоперовић/Tomislav Kaloperović, 31 січня 1932, Обреновац — 15 січня 2002) — югославський футболіст, що грав на позиції півзахисника у тому числі за національну збірну Югославії.
По завершенні ігрової кар'єри — тренер, відомий роботою з низкою югославських і турецьких клубних команд.

## Клубна кар'єра
Займався футболом у молодіжній команді «Єдинство» (Умка), а 1949 року почав виступи на дорослому рівні за ОФК (Белград), в якій провів шість сезонів, здобувши в останньому з них (1954/55) Кубок Югославії.
Наступні шість сезонів захищав кольори столичного «Партизана», у складі якого 1957 року удруге став володарем національного Кубка, а у 1961 році став чемпіоном Югославії.
Того ж 1961 року продовжив кар'єру в Італії, де протягом сезону грав за «Падову», після чого один сезон відіграв в Австрії за  «Вінер Шпорт-Клуб», два сезони в Бельгії за «Уніон Сент-Жілуаз» та ще один — в нідерландському «НАК Бреда».
Завершував ігрову кар'єру на батьківщині в люблянській «Олімпії», за яку виступав протягом 1966—1967 років.

## Виступи за збірну
1957 року дебютував в офіційних матчах у складі національної збірної СФРЮ. Протягом насутпних п'яти років ще п'ять разів виходив на поле в її складі і відзначився забитим голом.

## Кар'єра тренера
Завершивши виступи на футбольному полі 1967 року, залишився в «Олімпії» (Любляна), погодившись очолити тренерський штаб команди.
Вже наступного року тренера-початківця запросило керівництво турецького «Галатасарая». У своєму першому ж сезоні у Туреччині югослав привів стамбульську команду до перемоги у першості країни. Утім наступного сезону «Галатасарай» посів лише восьму сходинку турнірної таблиці, і Калоперович його залишив.
Згодом пропрацював ще два роки у Туреччині з «Бурсаспором», який в обох сезонах фінішував у верхній частині турнірної таблиці турецької першості.
Протягом 1974–1976 років очолював белградський «Партизан», після чого знову отримав запрошення з Туреччини, де протягом двох років тренував «Фенербахче», зокрема 1978 року вигравши на чолі цієї команди свій другий титул чемпіона Туреччини.
Того ж 1978 року знову повернувся на батьківщину, де до середини 1980-х встиг попрацювати з «Радничками» (Пирот), та «Напредаком» (Крушевац), «Партизаном» та «Воєводиною».
1985 року став головним тренером команди «Воєводина», тренував команду з Нового Сада один рік.
Протягом 1986–1987 років знову очолював тренерський штаб турецького «Бурсаспора», а завершив тренерську кар'єру роботою з грецькою командою «Аполлон Смірніс», головним тренером команди якої був з 1988 по 1989 рік.
Помер 15 січня 2002 року на 70-му році життя.

## Титули і досягнення

### Як гравця
- Чемпіон Югославії (1):

«Партизан»: 1960-1961
- Володар Кубка Югославії (1):

ОФК (Белград): 1954-1955
«Партизан»: 1956-1957

### Як тренера
- Чемпіон Туреччини (2):

«Галатасарай»: 1968-1969
«Фенербахче»: 1977-1978
- Володар Суперкубка Туреччини (1):

«Галатасарай»: 1969
- Чемпіон Югославії (1):

«Партизан»: 1975-1976